# Jacarezinho (bairro do Rio de Janeiro)
O Jacarezinho é um bairro da Zona Norte do município do Rio de Janeiro, no Brasil. Neste bairro, também se localiza a favela do Jacarezinho, uma das maiores e mais violentas da cidade. É um bairro com altos índices de violência, principalmente relacionada ao consumo de entorpecentes e ao tráfico de drogas.
Seu índice de desenvolvimento humano, no ano 2000, era de 0,731, o 121º colocado entre 126 regiões analisadas no município do Rio de Janeiro.
No bairro do Jacarezinho, localiza-se o Buraco do Lacerda, uma passagem sob os trilhos dos trens da SuperVia, que liga a Rua Bráulio Cordeiro, que fica no bairro do Jacaré, até a Avenida Dom Hélder Câmara (antiga Avenida Suburbana), em Benfica, passando pela Rua Viúva Cláudio.
O Jacarezinho também é servido por uma estação do ramal ferroviário de Belford Roxo.

## Etimologia
A comunidade foi batizada com a versão diminutiva do nome do rio que nasce no Maciço da Tijuca e que atravessa os bairros do Jacaré, Lins de Vasconcelos, Engenho Novo e Triagem. Nos anos 1940, o Rio Jacaré foi aterrado e canalizado para a construção da Avenida Brasil. Ele desemboca na Baía de Guanabara pelo Canal do Cunha.

## Características

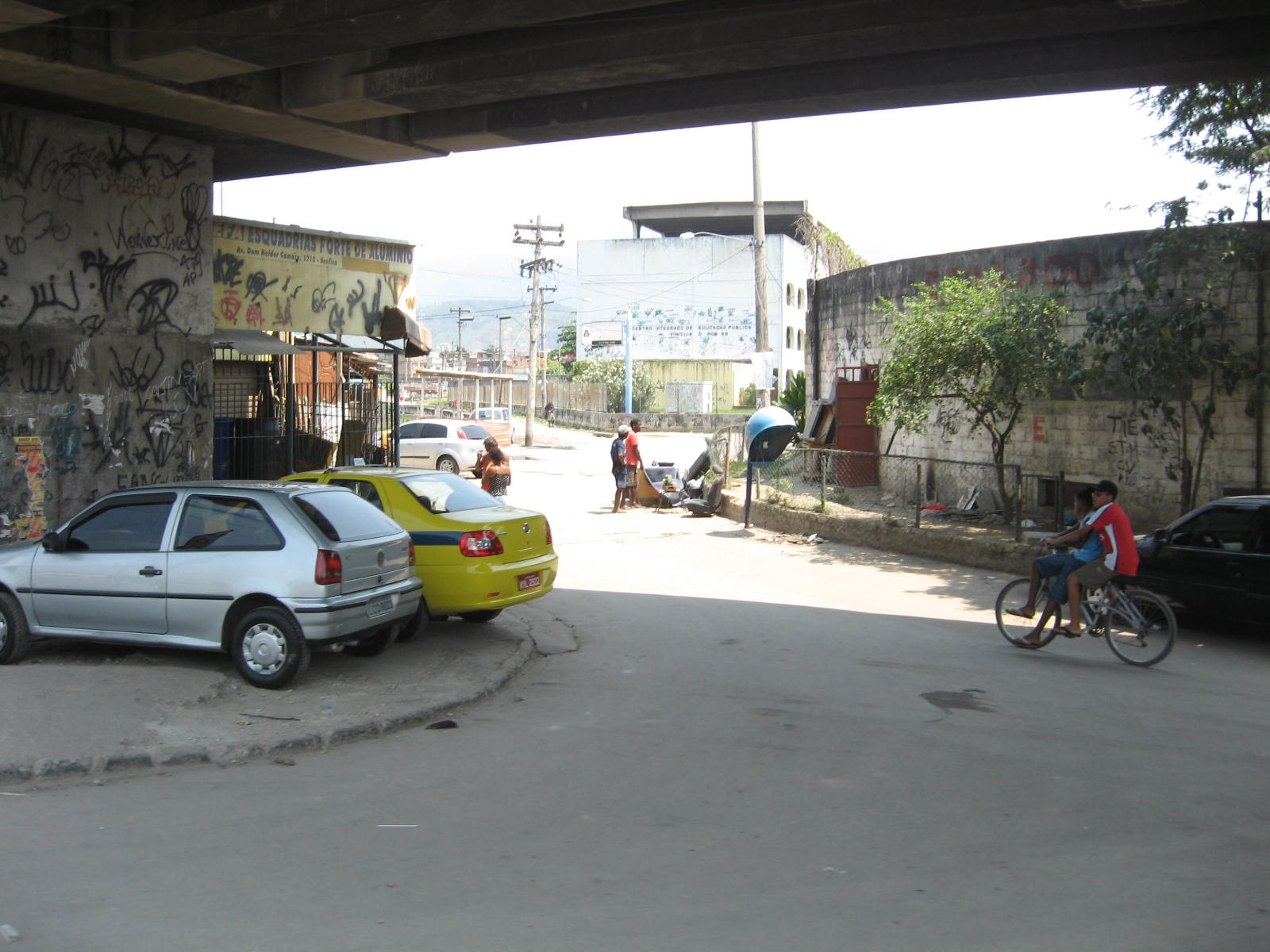
Um dos acessos à Favela do Jacarezinho

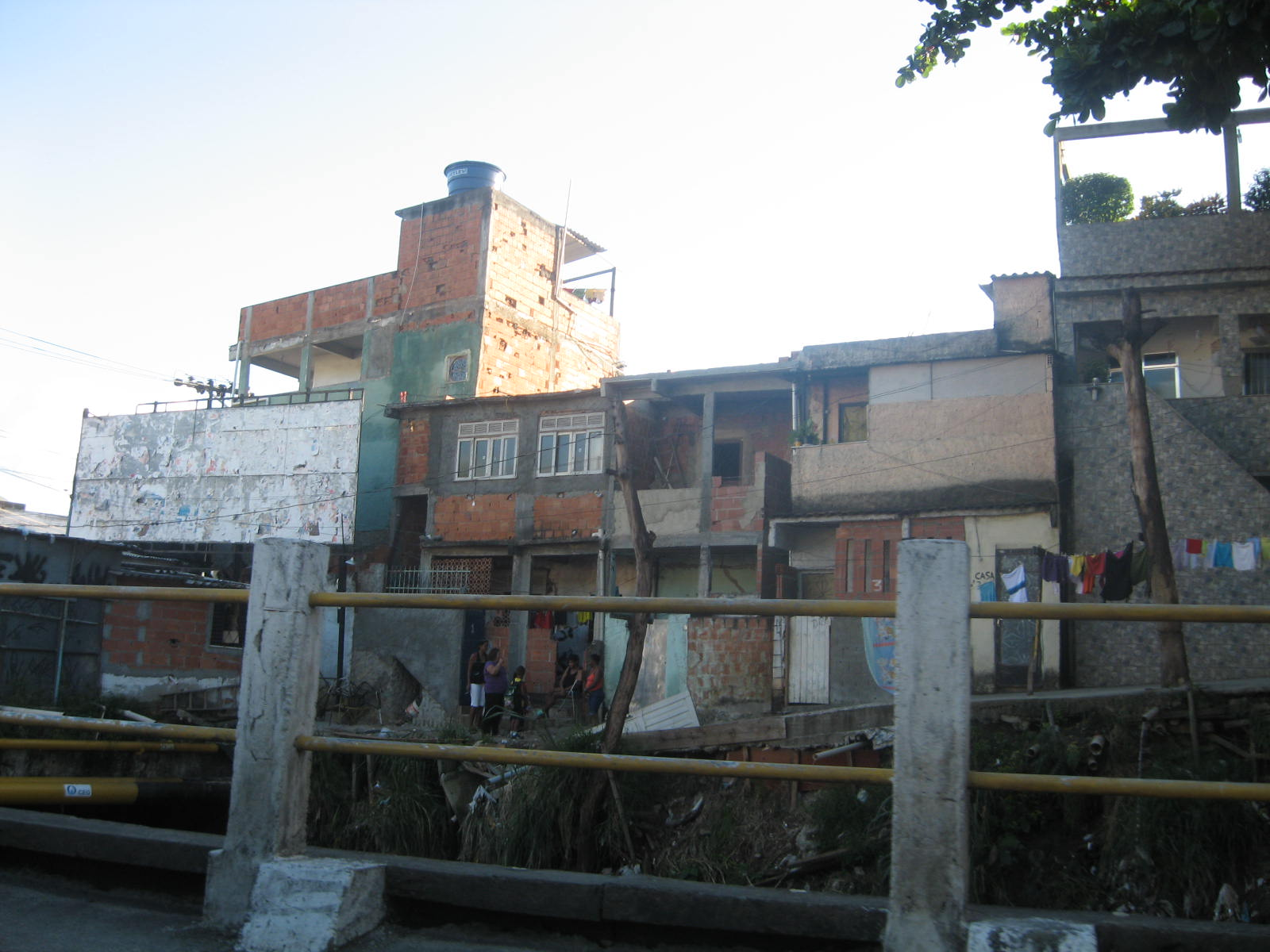
Vista do bairro

Tem população estimada em mais de 36 000 habitantes, segundo dados de 2004 da prefeitura.
É servida por uma estação ferroviária da Supervia e, nas suas imediações, passam importantes eixos viários da cidade, especialmente a Avenida Dom Hélder Câmara.
É de caráter plano e integra ruas, avenidas e uma estação ferroviária de igual nome. Comunica-se com outra favela próxima, a de Manguinhos.
Na comunidade, se encontra a escola de samba Unidos do Jacarezinho, que já integrou o grupo principal do carnaval da cidade.

## Transportes
O Jacarezinho é cortado pelo ramal de Belford Roxo da SuperVia, que possui uma estação no bairro, atravessa a região paralelamente à Linha 2 do Metrô e à Avenida Suburbana, e faz a ligação entre a Central do Brasil, na Zona Central do Rio de Janeiro, e o centro de Belford Roxo, na Baixada Fluminense.

## Crime

### Implantação da unidade de polícia pacificadora
Por volta das 6:30 de domingo (14 de Outubro de 2012), mais de dois mil homens das forças policiais e do Exército Brasileiro participaram de operação na favela do Jacarezinho. A ação teve o apoio de 24 veículos blindados, sendo 13 da Marinha do Brasil e 11 da Polícia Militar do Estado do Rio de Janeiro, além de sete aeronaves da Polícia Rodoviária Federal, da Polícia Militar e da Polícia Civil do Estado do Rio de Janeiro. Segundo a Secretaria de Segurança Pública do estado, este é o primeiro passo para a implantação de uma Unidade de Polícia Pacificadora (UPP) no Jacarezinho. A preparação para o início do processo de pacificação começou na sexta-feira (12), quando policiais do Batalhão de Operações Especiais (Bope), do Batalhão de Choque (BPChq), e do 22º Batalhão da Polícia Militar (BPM) (Maré) e 3º BPM (Méier) reforçaram a segurança no entorno, realizando blitzes em vias estratégicas, como a Avenida Brasil, e revistando as pessoas que entravam e saíam das comunidades. Em 16 de Janeiro de 2013, a comunidade passou a ser atendida pela 30° UPP. Mesmo a comunidade tendo upp continua tendo confrontos frequentes, e ainda há tráfico na parte baixa da comunidade, enquanto os policiais só ficam na parte alta.

### Operação Exceptis
No dia 05 de maio de 2021 foi deflagrada a Operação Exceptis pela Delegacia da Criança e do Adolescente Vítima (DCAV), em conjunto com outras delegacias da Polícia Civil do Rio, com o objetivo de prender acusados de aliciar crianças e adolescentes para o tráfico de drogas na comunidade. A Polícia Civil informou que investigava esses crimes havia meses e, a partir da quebra de sigilo telemático de envolvidos, identificou 21 suspeitos. Pediu então a prisão deles, que foi decretada pela Justiça.
A operação provocou um intenso tiroteio no início da manhã e deixou 28 pessoas mortas (27 traficantes e 1 policial). Segundo o Grupo de Estudos dos Novos Ilegalismos (Geni) da Universidade Federal Fluminense e a plataforma Fogo Cruzado, trata-se da operação policial mais letal da história do Rio.

## Personalidades
Nasceram na comunidade do Jacarezinho: o ex-jogador de futebol e atual senador Romário, o funkeiro MC Vitinho, o compositor Barbeirinho, MC Serginho e a deputada Flordelis.